# IPad (第7世代)
iPad（アイパッド）は、Appleが開発、販売するタブレット型コンピューターである。iPadシリーズの第7世代にあたる機種。

## 概要
2019年9月10日（米国時間）に、イリノイ州シカゴのイベントで発表された。当日より予約の受付を開始し、9月30日から販売開始した。
プロセッサは前世代のiPad (第6世代)に引き続き、iPhone 7/7 Plusと同じApple A10 Fusionを搭載。メモリは前世代の2GBから3GBに増量している。スペックはiPhone 7 Plusと同等。。
Wi-Fi+CellularモデルはeSIM対応となっている。
Apple Pencil (第1世代)も第6世代同様に、本モデルでも使用可能となっている。バッテリーもこれまで同様最長で10時間持つとしている。
新たに10.5インチiPad Pro ・iPad Air (第3世代)用のSmart Keyboard (日本語配列 (JIS) も用意)に対応し、ディスプレイサイズが10.2インチと前世代より大きくなった。従来モデルよりも3.3倍もピクセル数が多くなり、視野角はより広くなっている。高さは前世代より1cm程高くなった。また、ディスプレイが大きくなった影響で、左右ベゼルが前世代より狭くなっている。iPad（第7世代）は廉価なディスプレイを搭載していて、iPad Air (第3世代)やiPad mini (第5世代)に採用されている広色域ディスプレイ（P3）、True Toneテクノロジー、フルラミネーションディスプレイやiPad Proに採用されているProMotionテクノロジーなど高画質技術は省かれている。Split View + Slide Overで3画面に同時表示に対応している。
筐体の長さ・横幅はiPad Air (第3世代) （10.5インチ）と同じサイズになっているが、上述のディスプレイ性能の差があるだけでなく、iPad Airの方が軽く薄い。
第6世代と比較して低価格であり、32GB・Wi-Fiモデルでは37,800円から34,800円と3000円の差がある。
このiPadに対応するUSB-Type A電源アダプタは12W。尚、USB-PDには対応していない為高速充電は非対応。
2025年6月に行われたWWDC2025で発表され同年秋にリリースされたiPadOS 26の対応が第8世代からとなった為、第7世代はiPadOS 18が最終サポートとなった。

## iPadモデルの変遷
（横スクロールできる画像です）